# The Sheik (película de 1922)
The Sheik de 1922 es una película británica protagonizada por Clive Brook. No hay que confundirla con la película homónima protagonizada por Rodolfo Valentino y rodada un año antes en Estados Unidos.

## Otros créditos
- Color: Blanco y negro
- Sonido: Muda

- Datos: Q10945331